# شارل رامپلبرگ
شارل رامپلبرگ (فرانسوی: Charles Rampelberg‎; ۱۱ نوامبر ۱۹۰۹ – ۱۸ مارس ۱۹۸۲) دوچرخه‌سوار اهل فرانسه بود.
وی در مسابقات کشوری و بین‌المللی در مجموع برندهٔ ۱ مدال برنز شده‌است.